# تازه‌آباد پسیخان
تازه‌آباد پسیخان روستایی در دهستان ملاسرا بخش مرکزی شهرستان شفت استان گیلان ایران است.

## جمعیت
بر پایه سرشماری عمومی نفوس و مسکن در سال ۱۳۹۵ جمعیت این روستا ۶۷ نفر (۲۰خانوار) بوده‌است.